# Diego Garcia

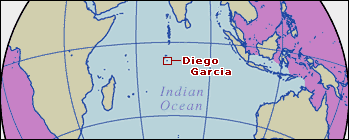
Vị trí Diego Garcia trên bản đồ

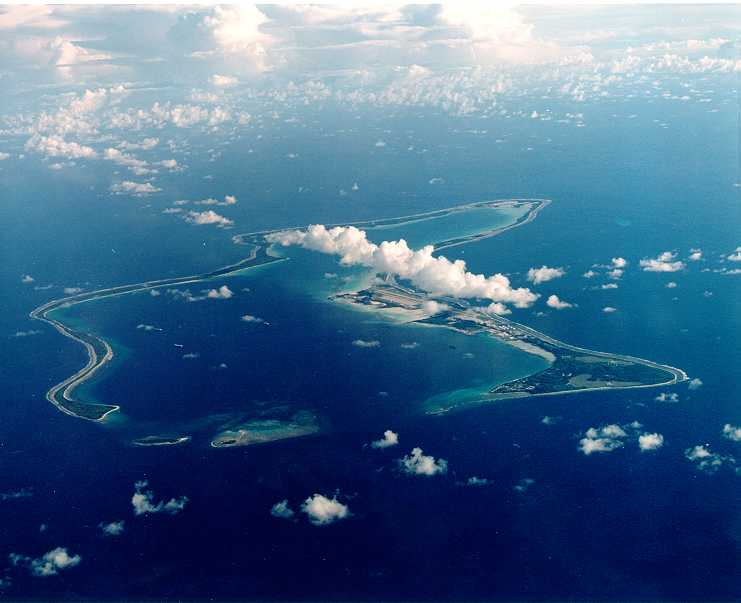
Khung cảnh Diego Garcia, nhìn từ phía nam

Diego Garcia  là một rạn san hô vòng nằm ở trung tâm Ấn Độ Dương, cách khoảng 1.000 dặm (1.600 km) về phía nam của bờ biển Ấn Độ và Sri Lanka, trong đó đảo san hô Diego Garcia có diện tích lớn nhất trong Quần đảo Chagos. Nó là một phần của Lãnh thổ Ấn Độ Dương thuộc Anh (BIOT), một lãnh thổ hải ngoại của Anh.
Từ khi xảy ra việc giảm số dân Diego Garcia bắt buộc vào những năm trước 1973, nó đã được dùng làm căn cứ quân sự của Hoa Kỳ và Vương quốc Anh. Diego Garcia có đặt một trong ba ăn ten mặt đất (những cái khác nằm ở Kwajalein và Đảo Ascension) để trợ giúp cho hoạt động của Hệ thống Định vị Toàn cầu (GPS).
Đảo được bao phủ bởi các loại cây cỏ nhiệt đới đa dạng, với một ít dấu hiệu còn sót lại của cây cùi dừa khô và dừa, những cây đã từng bao phủ nó. Đảo dài 37 dặm (60 km), với độ cao cao nhất là 22 feet (7m), và gần như bao trọn một phá dài khoảng 12 dặm (19 km) và có chiều rộng lên đến 5 dặm (8 km). Độ sâu của phá này là 98 dặm (20 m), trong khi có nhiều rặng san hô ở dưới đáy khiến cho việc thám hiểm khá nguy hiểm. Những bãi đá ngầm cạn tồn tại xung quanh ở phía đại dương cũng như ở phía phá. Khu vực eo biển và nơi neo đậu đã được nạo vét, trong khi chỗ trũng cũ cũng có thể sử dụng nếu độ sâu của nó đủ cho con thuyền.

## Địa lý
Rạn san hô vòng này gồm một vành san hô có đất nổi gần như hoàn chỉnh xung quanh một vụng biển, chiếm khoảng 90 phần trăm chu vi với một chỗ hở ở phía bắc. Đảo chính là đảo lớn nhất trong khoảng sáu mươi đảo tạo thành quần đảo Chagos. Ngoài những đảo chính, còn có ba đảo san hô nhỏ tại miệng của phá ở phía bắc:
1. Đảo tây (8,4 mẫu/3,4 ha)
2. Đảo giữa (14,8 mẫu/6 ha)
3. Đảo đông (29 mẫu/11,75 ha)

Tổng diện tích của đảo là 66 dặm vuông (170 km², hay 174 km² theo ), trong đó 12 dặm vuông (30 km²) là đất nổi, 6,5 dặm vuông (17 km²) là đá ngầm bao quanh và 48 dặm vuông (124 km²) là vụng biển.